# Anders Wappengren
Anders Wappengren, född 6 januari 1751 i Vappeby, Torstuna socken, död 26 oktober 1813 på Rudboda, Lidingö, var en svensk köpman, bryggare och ekonomisk författare.
Anders Wappengren var son till bonden Anders Ersson och Brita Andersdotter. Han kom 1767 till Uppsala som betjänt hos rådman Anders Sæfström. Han etablerade sig sedan som kryddkrämare i Uppsala och därefter sedan han gått i konkurs som bryggare i samma stad. Från 1792 till sin död utgav han en rad broschyrer i politiska och särskilt ekonomiska frågor. Wappengren uppgav sig själv ha saknat vetenskaplig underbyggnad. Han skrifter visar dock på beläsenhet inom svensk och utländsk ekonomisk litteratur, framför allt inom den fysiokratiska men också den expansionistiska merkantilismen skrifter, som i stor utsträckning gick tillbaka på John Laws pappersmyntfotsteorier. Wappengrens mest betydande arbete var Grunderne till ett naturligt Finance-systeme, i jämförelse med vårt närvarande (1792), en en energiskt genomförd försvarsskrift för en varaktig pappersmyntfot. Wappengren utgick där från en utpräglat kvantitetsteoretisk grundåskådning. Genom att fixera penningmängdens storlek kunde man förhindra alla andra förändringar i penningvärdet än de som härrörde från varusidan.